# Cartucho de tinta

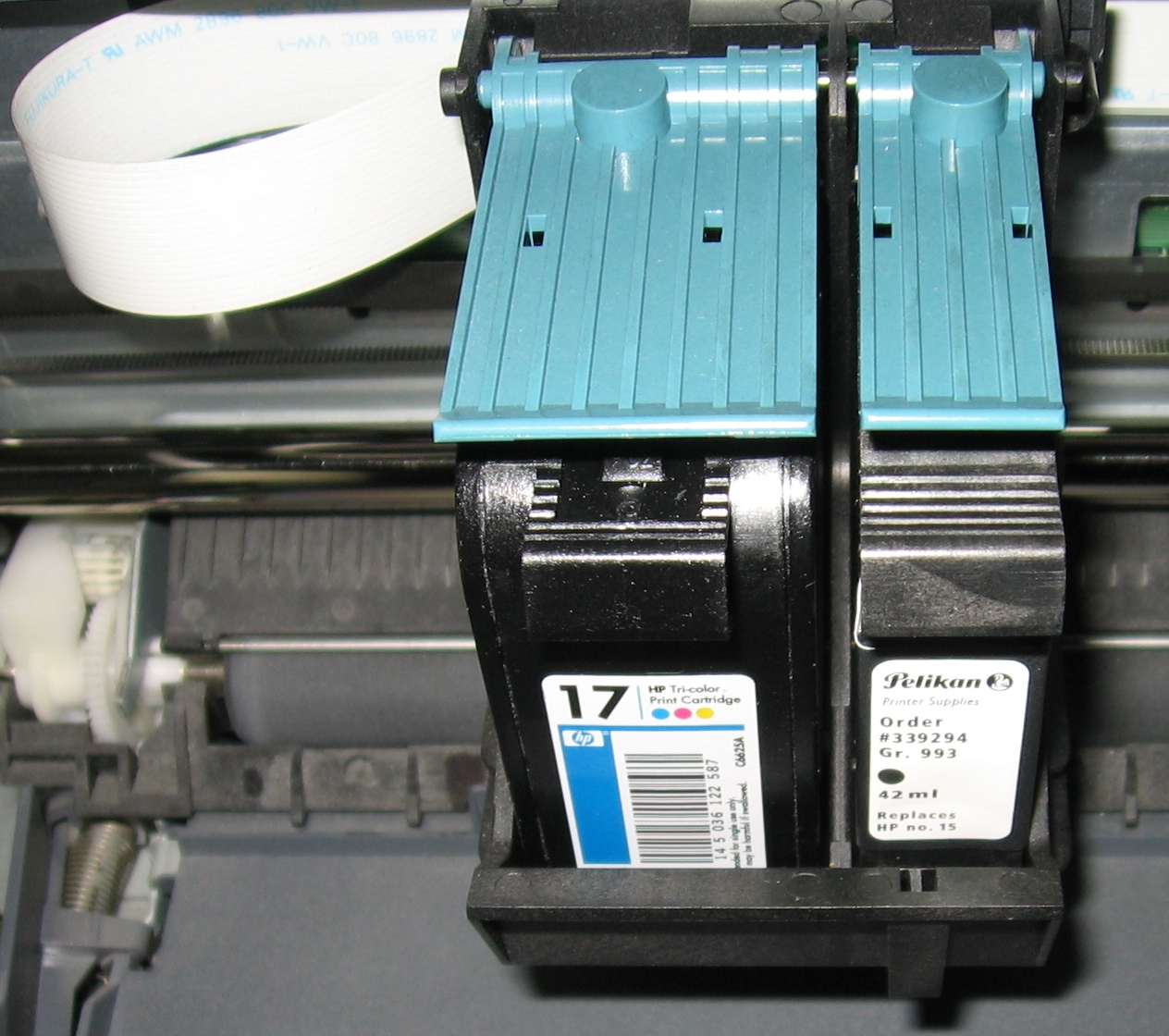
Dos cartuchos (uno con tinta negra y uno con tinta de colores) instalados en una impresora de inyección de tinta.

Un cartucho de tinta o cartucho de inyección de tinta es un conjunto sustituible de una impresora que contiene la tinta y, frecuentemente, también el propio cabezal de impresión que proyecta la tinta en el papel durante la impresión.
El nombre deriva del hecho de que corresponde a un contenedor duro que se inserta en el interior de la máquina y que contiene tinta ya sea sobre la base de agua o un solvente especial. 
Cada cartucho de tinta contiene uno o más depósitos independientes de tinta. Algunos fabricantes añaden además contactos electrónicos y un chip que se comunica con la impresora.
La sustitución de consumibles es un uso importante de los cartuchos. Estos se utilizan en impresoras para contener la tinta o el tóner.
Hay varias marcas de impresoras con diferentes modelos de cartuchos: Hewlett-Packard, Epson, Lexmark, Canon Inc., Brother Industries, y Xerox Okidata, entre otros. Los cartuchos suelen ser propios de la marca y casi siempre también del modelo; no existe la estandarización.

## Tipo

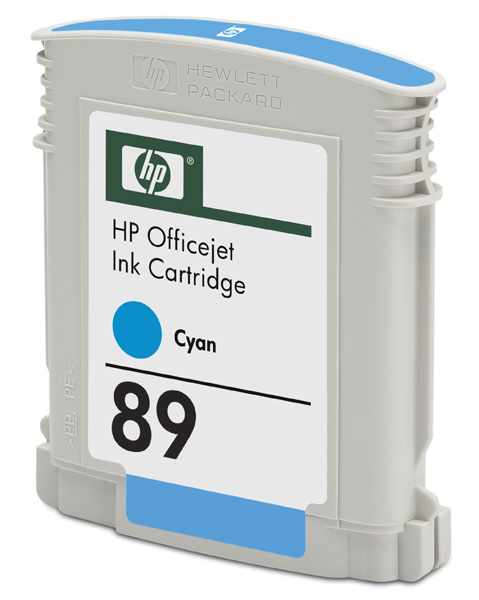
Cartucho de impresión de Hewlett-Packard.

No todos los cartuchos tienen la misma forma y así tampoco son compatibles con todas las impresoras. Cada impresora utiliza una serie de cartuchos que le son propios y que pueden identificar por su código de fabricación.
Hay dos métodos de impresión que prevalecen en el mercado: el sistema de impresión térmico y el sistema piezoeléctrico. El objetivo de ambos, por distintos caminos, es el mismo: llevar la tinta a la hoja para que podamos ver la imagen.

### Térmico o Bubble jet
La impresora calienta pequeñas cantidades de tintas hasta 500 C°. Con el calentamiento una burbuja es formada y fuerza a las pequeñas gotas de tinta que salgan por las boquillas. El proceso toma cerca de 20 millonésimos de segundo por gota. Ese es el sistema utilizado por fabricantes como Hewlett-Packard, Lexmark, Xerox y Canon. El mecanismo está en el cartucho de tinta, haciendo que el valor del cartucho sea más caro, pero con menor mantenimiento ya que los cabezales son reemplazados al cambiar el cartucho y utilización de todo el contenido, pues el mismo está bajo presión. La resolución es buena, y tiene una óptima relación costo/beneficio.

### Piezo-eléctrico
Sistema utilizado por Epson, emplea un cristal piezo-eléctrico que cambia de forma con la electricidad. Así, el cristal genera una presión suficiente para expeler una pequeña gota de tinta, muy pequeña, alcanzando resoluciones muy altas, con graduaciones de colores casi imperceptibles. El mecanismo de impresión está en la impresora, siendo los cartuchos solo reservas, pero con un flujo de tinta basado en la succión. Aceptan tintas de base colorante o pigmentada. Su resolución es óptima, pero tiene la desventaja de que los cabezales se puedan tapar en caso de que no sea usados periódicamente.

## Coloración
Originalmente los cartuchos solo contenían tinta negra pero fueron ampliados con el tiempo para también contar con tinta de colores. En la actualidad pueden encontrarse impresoras de uso doméstico de hasta 6 cartuchos independientes. Los conjuntos más comunes actualmente son:
- Black (Negro)
- Magenta (Rosado Magenta)
- Yellow (Amarillo)
- Cyan (Azul)

Y también en el caso de las impresoras fotográficas:
- Light Magenta
- Light Cyan

## Cabezales
Algunos cartuchos incluyen también el cabezal que corresponde al dispositivo que mediante pequeñas diferencias de voltaje calienta la tinta lo suficiente para generar las micro gotas que colorean el papel de acuerdo a la impresión solicitada.
El cabezal de impresión de la impresoras de tinta pueden ser de dos tipos, de burbuja o piezoeléctrico.
- En el cabezal piezoeléctrico al aplicar energía se deforma, esta presión que ejerce la pieza es la que rompe la tensión superficial de la gota de tinta y es aprovechada para proyectar la tinta hacia el papel. Las impresoras antiguas solo tenían unos 33 mini inyectores que comprendían el inyector ahora ya pueden tener casi unos 3000. Un ejemplo sería el de las impresoras Epson o Brother, aunque este tipo de cabezales va en la impresora no en el cartucho de tinta.
- Los inyectores de burbuja, calientan el tubo (es una aguja muy pequeña, como las de una jeringuilla médica) lo que produce una expansión del aire y genera una burbuja que es la que desplaya la tinta. Fue inventado por ingenieros de hp al apoyar un electro soldador de estaño a la aguja de una jeringa de tinta. Este sistema es el que incluyen en los cartuchos de tinta como HP, Lexmark o Canon.

## Chips de protección
En el último tiempo y debido a la aparición de gran cantidad de marcas alternativas de cartuchos de tinta, las empresas fabricantes de impresoras han decidido introducir en sus cartuchos chips de detección que cuentan la cantidad de hojas impresas e identifican de manera única el cartucho. Con esto han conseguido detectar y rechazar los cartuchos no originales y también evitar o dificultar el rellenado de los cartuchos.
Para evitar este tipo de dispositivos se han creado los cartuchos autoreseteables y los sistemas de impresión continuos.

## Compensaciones de costes de funcionamiento
Inyección de tinta utilizan tintas con base de disolvente que tienen fechas de vencimiento más cortos en comparación con el tóner láser, que tiene una vida útil indefinida. Impresoras de inyección de tinta tienden a obstruir si no se utiliza con regularidad, mientras que las impresoras láser son mucho más tolerantes de uso intermitente. Impresoras de inyección de tinta requieren una limpieza periódica de los cabezales, que consume una cantidad considerable de tinta, y se impulsan los costos de impresión más alta sobre todo si la impresora no se utiliza durante largos periodos de tiempo.
Si se obstruye un cabezal de inyección de tinta, solventes de tinta de terceros / limpiadores de cabeza y cabezales de repuesto están disponibles en algunos casos. El costo de estos artículos puede ser menos costoso en comparación con una unidad de transferencia para una impresora láser, pero la unidad de la impresora láser tiene una vida útil mucho más larga entre el mantenimiento requerido. Muchos modelos de impresoras de inyección de tinta ahora dispongan de instalaciones fijas cabezas, que no pueden ser reemplazados económicamente si queden obstruidos, lo que resulta en el desguace de toda la impresora. Por otro lado, los diseños de la impresora de inyección de tinta que utilizan un cabezal de impresión desechable por lo general cuestan significativamente más por página que las impresoras que utilizan cabezas permanentes. Por el contrario, las impresoras láser no tienen cabezales de impresión para obstruir o reemplazar con frecuencia, y por lo general puede producir muchas más páginas entre los intervalos de mantenimiento.
Impresoras de inyección de tinta se han producido tradicionalmente mejor calidad de salida de las impresoras láser de color al imprimir material fotográfico. Ambas tecnologías han mejorado drásticamente con el tiempo, a pesar de la mejor calidad giclee impresiones favorecidos por artistas utilizan lo que es en esencia un tipo especializado de alta calidad de la impresora de inyección de tinta.

## Remanufactura y compatibles
La tinta compatible ha surgido como alternativa a las tintas OEM (fabricante de equipamiento original). Los cartuchos de tinta originales tienden a ser muy caros, se estima que un litro de tinta oscila entre los 2000€ y los 3000€. Los cartuchos de tinta compatible son cartuchos reciclados o remanufacturados, cartuchos originales rehabilitados una vez han sido agotados. Existen diversos métodos para reutilizar cada cartucho. Esta práctica disminuye la generación de la basura que representan los cartuchos originales agotados. Actualmente existen empresas de cartuchos, llamadas depot, que reciben o compran y reutilizan los cartuchos agotados y los rellenan. Se considera una buena práctica ecológica y de hecho el empleo de este tipo de cartuchos forma parte de gestiones administrativas relacionadas con el medio ambiente, tales como la administración de EE. UU. o el Ministerio de Transición Ecológica y el Reto Demográfico de España.